# Население Туниса
Согласно исследованиям генетики тунисцев, большинство из них являются, в основном, потомками берберов — коренных жителей Северной Африки — с некоторой примесью иных наций, которые взаимодействовали с предками современных тунисцев в разные времена (финикийцы, африканцы, римляне, вандалы, аланы, греки, арабы, турки, европейцы) 
Существует незначительная часть (1 %) чистокровных берберов, в основном, проживающие на острове Джерба и в районах Матмата, Татауин, Гафса. Берберы Туниса, представленные племенем нефуса, говорят на одном из диалектов берберского языка, часто называемого Шелха.
В прошлом на еврейско-берберских диалектах, говорило еврейское население острова L;th,f, в середине XX века подавляющее большинство евреев репатриировалось в Израиль, в настоящее время разговорным языком оставшейся немногочисленной еврейской общины является арабский.
Проживают в стране и черкесы (ок. 1,5 %). В основном это потомки мамлюков из Египта и мухаджиров — переселенцев с Кавказа после Кавказской войны.
Основная часть населения — мусульмане. Также небольшое количество католиков.
Численность населения составляет 10,08 млн чел. В последние годы в Тунисе резко падала рождаемость. В 2006 суммарный коэффициент рождаемости оценивается в 1,75 ребёнка на женщину. Это самый низкий показатель среди арабских стран и существенно ниже уровня, необходимого для простого воспроизводства населения. 
В Тунисе проживают около 3 тыс. русских — потомков эмигрантов первой волны.

## Численность
| Год            | Население  |
| -------------- | ---------- |
| 300 до н. э.   | 2 000 000  |
| 150            | 4 000 000  |
| 1000           | 1 600 000  |
| 1500           | 500 000    |
| 1700           | 612 000    |
| 1800           | 787 000    |
| 1900           | 1 478 000  |
| 1910           | 1 939 000  |
| 1920           | 2 072 000  |
| 1930           | 2 395 000  |
| 1940           | 2 951 000  |
| 1950           | 3 530 000  |
| 1960           | 4 221 000  |
| 1970           | 5 127 000  |
| 1980           | 6 384 000  |
| 1990           | 8 175 000  |
| 2000           | 9 593 400  |
| 2009           | 10 428 772 |
| 2080 (прогноз) | 8 000 000  |
| 2100 (прогноз) | 7 000 000  |

## Занятость
Численность людей, задействованных в различных службах, обеспечивающих государственную безопасность и смежных службах составляет около 170 000 чел.(~1.7 %). Большой процент населения работает в туризме.